# Sherlock – Die Hunde von Baskerville
Die Hunde von Baskerville (Originaltitel: The Hounds of Baskerville) ist die fünfte Episode der britischen Fernsehserie Sherlock und die zweite der zweiten Staffel. Die Episode wurde erstmals am 8. Januar 2012 von der BBC ausgestrahlt, die deutsche Premiere war am 27. Mai 2012 im Ersten.

## Handlung
Sherlock Holmes plagt die Langeweile. Auf Nikotinentzug und ohne einen neuen Fall beginnt er langsam zu verzweifeln, als der junge, traumatisierte Henry Knight ihn um seine Hilfe bittet. Henry musste als kleiner Junge vor zwanzig Jahren mit ansehen, wie sein Vater im sumpfigen Dartmoor von einem gigantischen, monströsen Hund getötet wurde. Die Leiche wurde nie gefunden. Da ihm keiner der Anwohner glaubt und sie sich stattdessen über ihn lustig machen, möchte Henry nun, dass Sherlock den Fall aufklärt. Allerdings zweifelt auch Holmes an seiner Glaubwürdigkeit und vermutet, dass Henry sich im Laufe der Jahre die Geschichte bloß eingeredet hat. Als Henry einen ungewöhnlichen Begriff verwendet („hound“), wird Sherlock plötzlich misstrauisch und übernimmt doch den Fall.
Zusammen mit John Watson reist er in das karge, ländliche Dartmoor. Nahe der Gegend befindet sich der Militärstützpunkt Baskerville, in dem die Einwohner des Dorfes geheime genetische Experimente vermuten. Während sich Holmes und Watson in der Landschaft umschauen, beginnt sich Henry bei einer Sprechstunde mit seiner Therapeutin Dr. Mortimer an die Worte „Liberty In“ zu erinnern, allerdings können weder er noch Dr. Mortimer eine Verbindung zur Tat nachvollziehen.
Nachdem Sherlock und John in einer Gaststätte des Dorfes von den Besitzern Gary und Billy erfahren haben, dass die in ihren Augen lächerliche Geschichte von Henry den Tourismus des Dorfes ankurbelt und sie ihm dafür in gewisser Weise dankbar sind, erfahren sie vom Touristenführer Fletcher, dass dieser den monströsen Hund erst vor kurzem gesichtet haben will.
Holmes und Watson fahren nach Baskerville, um herauszufinden, was es mit den geheimen genetischen Experimenten auf sich hat. Um sich Zutritt zu verschaffen, gibt sich Sherlock als sein Bruder Mycroft aus, von dem er einen gestohlenen Ausweis bei sich hat. Während ihrer „Inspektion“, die sie als Vorwand für ihr Erscheinen benutzen, begegnen die beiden in einem Labor dem Mitarbeiter Dr. Frankland, der ein guter Freund von Henrys Vater war. Als Major Barrymore, der Leiter des Stützpunktes, auftaucht und bemerkt wird, dass der Ausweis nicht gültig ist, droht Sherlocks und Johns Vorhaben aufzufliegen. Nur mit der Hilfe von Dr. Frankland, der Sherlock mit Mycroft anspricht und vorgibt, ihn erst neulich auf einer Konferenz in Wien getroffen zu haben, können sie ungehindert gehen. Außerhalb der Labore sagt Dr. Frankland, dass er Sherlock und John gleich erkannt hatte. Als er von ihnen erfährt, dass es um Henry Knight geht, bietet er ihnen an, so weit wie möglich zu helfen. Anschließend fahren Holmes und Watson zu Henry Knights Haus. Sherlock plant, dass er, John und Henry, sobald es dunkel geworden ist, hinaus zum Dartmoor gehen, um zu sehen, ob sich der riesige Hund zeigt.
Während sie auf dem Weg sind, bemerkt John, dass auf einem nicht weit entfernten Hügel Morsezeichen gegeben werden, die die Buchstabenfolge U.M.Q.R.A. bilden. Sherlock und Henry sind währenddessen zu der Stelle gelangt, an der Henrys Vater ums Leben kam. Plötzlich hören sie ein lautes Jaulen und sehen den riesigen Hund. Vor lauter Angst rennen sie weg. Als Henry aufgeregt John erzählt, was sie gesehen haben, leugnet Sherlock jedoch, dem Hund begegnet zu sein.
Nachdem Watson Henry nach Hause gebracht hat, trifft er Sherlock in einer Gaststätte. John glaubt weiterhin, dass Henry sich alles nur einbildet, doch gibt Holmes nun auch zu, den Hund gesehen zu haben. Sherlock beginnt daraufhin zum ersten Mal in seinem Leben an sich zu zweifeln, da er einfach nicht glauben kann, was er gesehen hat, und große Angst verspürt. Während ihrer Unterhaltung beginnen Holmes und Watson sich zu streiten, woraufhin Sherlock wutentbrannt sagt, dass er keine Freunde habe. Enttäuscht von Holmes begibt sich John zu dem Hügel, von dem aus die Morsezeichen gesendet werden. Allerdings stellt sich heraus, dass sich dort bloß Leute zum Dogging treffen und die Lichter von den Scheinwerfern ihrer Autos kommen. Zurück in der Gaststätte lernt John Henrys Therapeutin Dr. Mortimer kennen, gibt sich allerdings als alter Freund von Henry aus, um an Informationen über Knight heranzukommen. Doch als zufällig Dr. Frankland ihn entdeckt und Dr. Mortimer unwissend erklärt, dass Watson und Sherlock Privatdetektive sind, geht diese wieder, ohne ihm weitere Informationen zu geben.
Am nächsten Morgen entschuldigt sich Sherlock bei John und meint, dass er keine Freunde habe, sondern nur einen, und zwar ihn. Gleichzeitig bemerkt er, dass „Hound“ vielleicht kein Wort ist, sondern eine Abkürzung aus mehreren Wörtern und demnach „H.O.U.N.D.“ geschrieben wird. Außerdem glaubt er inzwischen, dass der Hund bloß eine Einbildung von ihnen war, da ihnen wahrscheinlich eine Droge verabreicht wurde.
In der Gaststätte von Gary und Billy treffen sie Detective Inspector Lestrade, der angibt, in dem Dorf Urlaub zu machen. Sherlock vermutet jedoch, dass Mycroft ihn geschickt hat, weil er wissen möchte, was Sherlock mit dem von ihm gestohlenen Ausweis vorhat. Als John zufällig einen der Bestellzettel der Gaststätte liest, auf dem steht, dass Fleisch bestellt wurde, werden sie misstrauisch, denn die Gaststätte ist vegetarisch. Bei der Befragung durch Lestrade geben die beiden Besitzer zu, noch vor kurzem einen Hund gehabt zu haben, mit dem sie Henry Knight Angst einjagen und damit dafür sorgen wollten, dass dieser weiterhin die Geschichte vom monströsen Hund verbreitet und dadurch der Tourismus weiter wächst. Allerdings sei der Hund nicht mehr unter Kontrolle zu halten gewesen, weshalb er eingeschläfert werden musste.
Sherlock ist überzeugt, dass die Hunde-Erscheinung auf Drogen der chemischen Kriegführung zurückzuführen ist, und um die Wirkungsweise zu untersuchen, fährt er mit John noch einmal nach Baskerville. Während Sherlock mit Major Barrymore redet, geht John in den Raum, in dem die Tiere eingesperrt sind. Als er bemerkt, dass ein Käfig aufgebrochen ist, will er wieder aus dem Labor hinausgehen, doch öffnet sich die elektrisch gesicherte Tür nicht und die Lichter gehen aus. Allein eingesperrt sieht er den riesigen Hund in dem Raum. Er rennt in einen geöffneten Käfig und sperrt sich darin ein. Ängstlich ruft er Holmes an, der ihm sagt, dass er gleich da sein werde. Als der Hund auf den Käfig zukommt, geht das Licht plötzlich wieder an und Sherlock öffnet die Gittertür. Er erklärt John, dass er gerade unter Drogen gesetzt worden sei und er sich den Hund bloß eingebildet habe. Die Droge vermutet Sherlock im Zucker von Henry Knight. Mit Hilfe der Mitarbeiterin des Labors Dr. Stapleton untersucht Sherlock den Zucker, jedoch finden sich keine derartigen Stoffe darin. Wütend darüber, dass er sich geirrt hat, schickt Holmes Watson und Dr. Stapleton aus dem Raum, um sich besser konzentrieren zu können und herauszufinden, was die Wörter „Liberty“ und „In“ bedeuten, die sich in seinem Kopf zu „H.O.U.N.D., Liberty, Indiana“ zusammenfügen. Durch eine Computerrecherche stößt er auf das geheime Forschungsprojekt „H.O.U.N.D.“, in dem eine Gruppe von Wissenschaftlern einen Stoff herstellte, der Angstzustände und Wahnvorstellungen hervorruft. An diesem Vorhaben war auch Dr. Frankland beteiligt.
Zur selben Zeit hat Henry Knight während einer Sprechstunde mit Dr. Mortimer Wahnvorstellungen und schießt auf sie, da er die Therapeutin für den Hund hält. Allerdings verfehlt er sie knapp. Wieder bei Sinnen rennt Henry erschrocken weg. Weinend ruft Dr. Mortimer John an und erzählt ihm, was passiert ist. Sherlock vermutet, dass Henry dort hingeht, wo alles für ihn anfing, zum Dartmoor. Sie begeben sich, so schnell sie können, dorthin und verständigen Lestrade, der ihnen zu Hilfe kommt.
Im Dartmoor angekommen will sich der verzweifelte Henry erschießen, kann jedoch von Sherlock und John davon abgehalten werden. Holmes erklärt ihm, dass er damals keinen Hund gesehen hat, der seinen Vater tötete, sondern einen Mann, Dr. Frankland. Plötzlich ertönt ein lautes Bellen und der Hund kommt auf sie zu. Sherlock bemerkt, dass nicht der Zucker im Kaffee die Wahnvorstellungen ausgelöst hat, sondern der Nebel um sie herum. Watson und Lestrade erschießen die Bestie, die in Wirklichkeit nur der Hund von Gary und Billy war, den die beiden freigelassen hatten, da sie es nicht übers Herz brachten, ihn einzuschläfern. Aus dem Nebel tritt auf einmal Dr. Frankland hervor und wird von Holmes überwältigt. Frankland wurde damals von Knights Vater bei seinen Experimenten im Wald entdeckt und ermordete diesen daraufhin, während Henry, hinter einem Baum versteckt, alles mit ansehen musste.
Während Holmes den Doktor mit seiner Tat konfrontiert, erhebt sich der Hund noch einmal, ehe er endgültig erschossen wird. Diese Verwirrung nutzt Frankland, um zu entkommen. Allerdings läuft er bei seiner Flucht über ein Minenfeld, das sich rund um Baskerville erstreckt. Als Frankland auf eine Mine tritt, bleibt er verzweifelt stehen. Als seine Verfolger aufschließen, löst er den Zündmechanismus aus, indem er seinen Fuß von der Mine nimmt.
Am nächsten Morgen wollen Sherlock und John zurück nach London fahren. John fragt sich während des Frühstücks, wie die Droge in seinen Körper gekommen ist, da er, als Sherlock und Henry den Hund zum ersten Mal gesehen haben, nicht in der Nähe des Nebels war. Sherlock beichtet ihm, dass er annahm, dass die Droge im Zucker sei, und im Labor untersucht habe, wie die Droge auf John wirkt. Sherlock gibt zu, dass er mit der Annahme, es sei der Zucker, falschgelegen habe, aber zu dem Zeitpunkt nicht ahnen konnte, dass John bereits der gasförmigen Droge ausgesetzt war.
In der letzten Szene sieht man Moriarty eingesperrt in einer kleinen Zelle. Die Tür öffnet sich und Mycroft betritt den Raum mit dem Befehl, ihn gehen zu lassen. Die Wände hat Moriarty vollgeschrieben mit ein und demselben Wort: „Sherlock“.

## DVD-Veröffentlichungen
Diese Episode erschien zusammen mit den beiden weiteren Folgen der zweiten Staffel am 29. Mai 2012 in Deutschland auf DVD und Blu-ray Disc.

## Kanon-Verweise
- Die Geschichte basiert auf Sir Arthur Conan Doyles Roman Der Hund von Baskerville.
- Die Anfangsszene, in der Holmes mit einer blutigen Harpune auftritt, stammt aus dem Fall Der Schwarze Peter.
- Die Szene, in der Holmes versucht, an Informationen zu gelangen, indem er einem Fremdenführer (in dessen Tasche er eine Pferderennzeitung entdeckte) eine angebliche Wette mit Watson um 50 Pfund vorspiegelt, stammt fast originalgetreu aus dem Kanonfall Der blaue Karfunkel.
- Im Roman Der Hund von Baskerville heißt eine Figur Sir Henry Baskerville, während Sherlocks Klient hier den Namen Henry Knight („Sir“ ist der Namenszusatz für Inhaber der britischen Adelswürde „Knight“) trägt. So wird auch aus dem im Roman geadelten Landarzt Dr. Mortimer hier die gleichnamige Therapeutin, aus dem Naturforscher Dr. Stapleton die promovierte Naturwissenschaftlerin und aus dem Butler Barrymore der ebenso undurchsichtige Major Barrymore, der wie die Figur aus dem Roman auch einen Bart trägt (trotz Militärzugehörigkeit).
- Der halluzinogene Nebel geht auf den Fall [[Seine Abschiedsvorstellung#Der Teufelsfuß (The Devil’s Foot [DEVI], 1910)|Der Teufelsfuß]] zurück.
- Sherlock sagt zu Inspector Lestrade, er sei braun wie eine Nuss. Dasselbe hörte Watson von seinem Freund Stamford in Eine Studie in Scharlachrot.